# Kappa1 Ceti
Kappa1 Ceti (96 Ceti) é uma estrela na direção da constelação de Cetus. Possui uma ascensão reta de 03h 19m 21.54s e uma declinação de +03° 22′ 11.9″. Sua magnitude aparente é igual a 4.84. Considerando sua distância de 30 anos-luz em relação à Terra, sua magnitude absoluta é igual a 5.03. Pertence à classe espectral G5Vvar. É uma estrela variável BY Draconis.